# Lukuga
Lukuga är en flod i Kongo-Kinshasa. Den ligger i i provinsen Tanganyika i den sydöstra delen av landet och är biflod till Lualaba, vilken i sin tur är biflod till Kongofloden. Den är 320 kilometer lång och sträcker sig från Tanganyikasjöns västra strand vid Kalemi till Lualabafloden 40 kilometer norr om Kabalo. Tanganyikasjön har sitt enda utlopp i Lukugafloden.

## Historia
Verney Lovett Cameron var 1874 den förste som fann att Lukugafloden var Tanganyikasjöns utlopp ungefär på mitten av västra kusten. Henry Morton Stanley kartlade Tanganyikasjön under sin expedition 1874–1877 och konstaterade att sjön inte var förbunden med Nilen och att Lukuga var sjöns enda utlopp. De europeiska geograferna hade tidigare antagit att sjön utgjorde Nilens källa. Stanley följde även floden från Tanganyikasjön till Lualabafloden och vidare utför denna till Kongofloden där han nådde mynningen 1877.

## Geografi och klimat
I omgivningarna runt Lukuga växer huvudsakligen savannskog. Runt Lukuga är det glesbefolkat, med 16 invånare per kvadratkilometer. Savannklimat råder i trakten. Årsmedeltemperaturen i trakten är 22 °C. Den varmaste månaden är maj, då medeltemperaturen är 24 °C, och den kallaste är januari, med 20 °C. Genomsnittlig årsnederbörd är 1 110 millimeter. Den regnigaste månaden är december, med i genomsnitt 196 mm nederbörd, och den torraste är juni, med 1 mm nederbörd.